# Општина Охрид
Општина Охрид је једна од 13 општина Југозападног региона у Северној Македонији. Седиште општине је истоимени град Охрид.
Охридска општина је међу општинама у Северној Македонији она са највише заштићених непокретних културних добара, почев од старог језгра града Охрида до бројних манастира и цркава у градској околини. Стога, је старо језгро Охрида са околним природним и културним вредностима стављено на списак светске баштине УНЕСКО-а.

## Положај
Општина Охрид налази се у југозападном делу Северне Македоније и гранична је са Албанијом на југу. Са других страна налазе се друге општине Северне Македоније:
- север — Општина Дебарца
- североисток — Општина Демир Хисар
- исток — Општина Ресан

## Природне одлике
Рељеф: Општина Охрид заузима источни део котлине Охридског језера. Котлина је са ове стране затворена планинама — планина Галичица на истоку општине и Илинска планина на северу општине. У средишњем делу општине, око града Охрида, налази се пријезерска равница, која је најважнији и најнасељенији део општине.
Клима у општини влада оштрија варијанта умерене континенталне климе због знатне надморске висине.
Воде: Охридско језеро је највеће језеро у Северној Македонији и најважнија водена површина у општини. Сви водотоци, махом потоци, су притоке језера.

## Становништво
Општина Охрид имала је по последњем попису из 2002. г. 55.749 ст., од чега у седишту општине, граду Охриду, 42.033 ст. (75%). Општина је густо насељена, али је сеоско подручје знатно ређе насељено.
Национални састав по попису из 2002. године био је:
|           | Број   | Постотак |
| Укупно    | 55.749 | 100%     |
| Македонци | 47.344 | 84,9%    |
| Албанци   | 2.962  | 5,3%     |
| Турци     | 2.268  | 4,1%     |
| Срби      | 366    | 0,6%     |
| Власи     | 323    | 0,5%     |
| остали    | 2.486  | 4,5%     |

## Насељена места
У општини постоји 29 насељених места, 2 градска (Охрид и Лагадин), а осталих 27 са статусом села:
| - Охрид - Вапила - Велгошти - Велестово - Горњи Лакочереј - Доње Коњско - Доњи Лакочереј - Завој | - Елшани - Коњско - Косел - Куратица - Лагадин - Лескоец - Ливоишта | - Љубаништа - Опеница - Орман - Пештани - Плаће - Подмоље - Рамне | - Расино - Речица - Свиништа - Сирула - Скребатно - Трпејца - Шипокно |  |